# Sorotschinsk
Sorotschinsk (russisch Сорочинск) ist eine russische Stadt mit 29.249 Einwohnern (Stand 14. Oktober 2010) in der Oblast Orenburg.

## Lage
Sorotschinsk liegt nahe den westlichen Ausläufern des Ural-Gebirges und am linken Ufer des Flusses Samara, etwa 170 km nordwestlich der Gebietshauptstadt Orenburg. Die nächstgelegene Stadt ist Busuluk, das sich 70 km nordwestlich von Sorotschinsk befindet.

## Geschichte
Sorotschinsk wurde 1737, damals noch mitten in einer weitläufigen Steppenlandschaft, als Festung namens Sorotschinskaja krepost (Сорочинская крепость) gegründet. Der Name entstammt dem kleinen Samara-Nebenfluss Soroka, was wörtlich „Elster“ bedeutet. Während des Pugatschow-Bauernaufstandes im Jahr 1774 konnte die Festung die Rebellen nicht aufhalten und wurde von ihnen verwüstet. Später zwar wiederaufgebaut, verlor Sorotschinsk jedoch bald seine Bedeutung als Verteidigungsstützpunkt.
Nachdem im Jahre 1876 eine Eisenbahnlinie entlang der Samara verlegt wurde, die auch an Sorotschinsk vorbeiführt, blühte im Ort der Handel und etwas später auch die Industrie auf. Ende des 19. Jahrhunderts hatte Sorotschinsk bereits über 5000 Einwohner.
1945 erhielt Sorotschinsk Stadtrechte. In den 1970er-Jahren wurden nahe der Stadt Erdöl- und Erdgasfelder erschlossen.

### Bevölkerungsentwicklung
| Jahr | Einwohner |
| ---- | --------- |
| 1939 | 17.863    |
| 1959 | 19.359    |
| 1970 | 23.235    |
| 1979 | 24.739    |
| 1989 | 26.721    |
| 2002 | 30.136    |
| 2010 | 29.249    |

Anmerkung: Volkszählungsdaten

## Wirtschaft und Verkehr
Neben Öl- und Gasförderung spielt heute die Verarbeitung landwirtschaftlicher Produktion sowie die Nahrungsmittelindustrie eine bedeutende Rolle in Sorotschinsk.
Die Stadt liegt an der Fernstraße M5 sowie an der Bahnstrecke Samara–Orenburg. Der Bahnhof der Stadt heißt nach dem alten Ortsnamen Sorotschinskaja.